# Луїс Корвалан
Луїс Альберто Корвалан Лепе (ісп. Luis Alberto Corvalán Lepe; 14 вересня 1916, Пуерто-Монт — 21 липня 2010, Сантьяго) — чилійський політик, Генеральний секретар Комуністичної партії Чилі у 1958—1989.

## Початок політичної діяльності
Батько Корвалана був учителем, мати — селянкою. У 1931 Корвалан вступив до педагогічного училища міста Чильян. У 1932 вступив у Комуністичну партію. Після закінчення училища пропрацював за фахом трохи більше року і був звільнений за політичними мотивами.
У другій половині 1930-х років працював у Спілці комуністичної молоді, потім став партійним журналістом. З 1940 працював у центральному друкованому органі компартії — газеті «Сігла». У 1946 призначений головним редактором газети.
З 1948 по 1958 компартія перебувала поза законом, в підпіллі. У 1948 році Корвалан очолив відділ пропаганди ЦК КПЧ, керував випуском нелегальних партійних видань. У 1950 був заарештований і відправлений на кілька місяців у заслання. З 1952 член ЦК КПЧ. У 1956 знову заарештований і ув'язнений у концтаборі Пісагуа. У 1958—1989 роках — Генеральний секретар ЦК КПЧ.

## Ув'язнення
Після військового перевороту генерала Аугусто Піночета 11 вересня 1973 Корвалан був заарештований разом з багатьма іншими супротивниками режиму. Утримувався спочатку в одиночному ув'язненні, потім у різних концтаборах, у тому числі на острові Досон. Після вбивства Віктора Хари він став найвідомішим чилійським політв'язнем. Під час ув'язнення в 1975 був удостоєний Міжнародної Ленінської премії Миру.

## Обмін політв'язнів
СРСР очолив міжнародну кампанію за його звільнення, а в 1976 Андрій Сахаров запропонував обміняти Корвалана на відомого радянського політв'язня, дисидента Володимира Буковського. Обмін відбувся, після чого Корвалан одержав у СРСР політичний притулок.
Нелегально повернувся в Чилі в серпні 1983, змінивши за допомогою пластичної операції зовнішність. Після закінчення періоду диктатури, 10 жовтня 1989, «повернувся» в країну офіційно. У травні 1989 року залишив пост Генерального секретаря компартії.
Останні роки життя Корвалан разом з родиною провів у Сантьяго. Написав кілька книг, зокрема, мемуари, працю про правління Сальвадора Альєнде і роботу «Крах радянської влади» (El derrumbe del poder sovietico). Незважаючи на крах соціалістичної системи в СРСР, Корвалан продовжував дотримуватися комуністичних поглядів і боротися за соціалізм у Чилі.

## Виноски
1. 1 2 3  Deutsche Nationalbibliothek Record #118522302 // Gemeinsame Normdatei — 2012—2016.
2. 1 2  Bibliothèque nationale de France BNF: платформа відкритих даних — 2011.
3. ↑  Корвалан Луис // Большая советская энциклопедия: [в 30 т.] / под ред. А. М. Прохорова — 3-е изд. — Москва: Советская энциклопедия, 1969.
4. ↑  https://web.archive.org/web/20100724175705/http://en.apa.az:80/news.php?id=126600
5. ↑  Большой энциклопедический словарь. — 2-е изд., перераб. и доп. — М.: «Большая Российская энциклопедия», 1997. С. 571 1456 с. ISBN 5-85270-160-2.
6. ↑  Луис Корвалан и Сергей Ковалёв отвечают на вопросы Олега Ясинского. Архів оригіналу за 24 липня 2010. Процитовано 21 липня 2010.
7. ↑  Интервью представителю РИА Новости. Архів оригіналу за 24 липня 2010. Процитовано 21 липня 2010.